# Taïmyr (brise-glace, 1987)
Pour les articles homonymes, voir Taïmyr.
Le Taïmyr (en russe : Таймыр, IPA : [tɐjˈmɨr]) est un brise-glace à propulsion nucléaire à faible tirant d'eau, le premier de deux navires similaires. Il a été construit en 1989 pour l’Union soviétique en Finlande, au chantier naval d’Helsinki par Wärtsilä Marine, sur ordre de la compagnie maritime de Mourmansk. Son sister-ship est le Vaïgatch.

## Caractéristiques

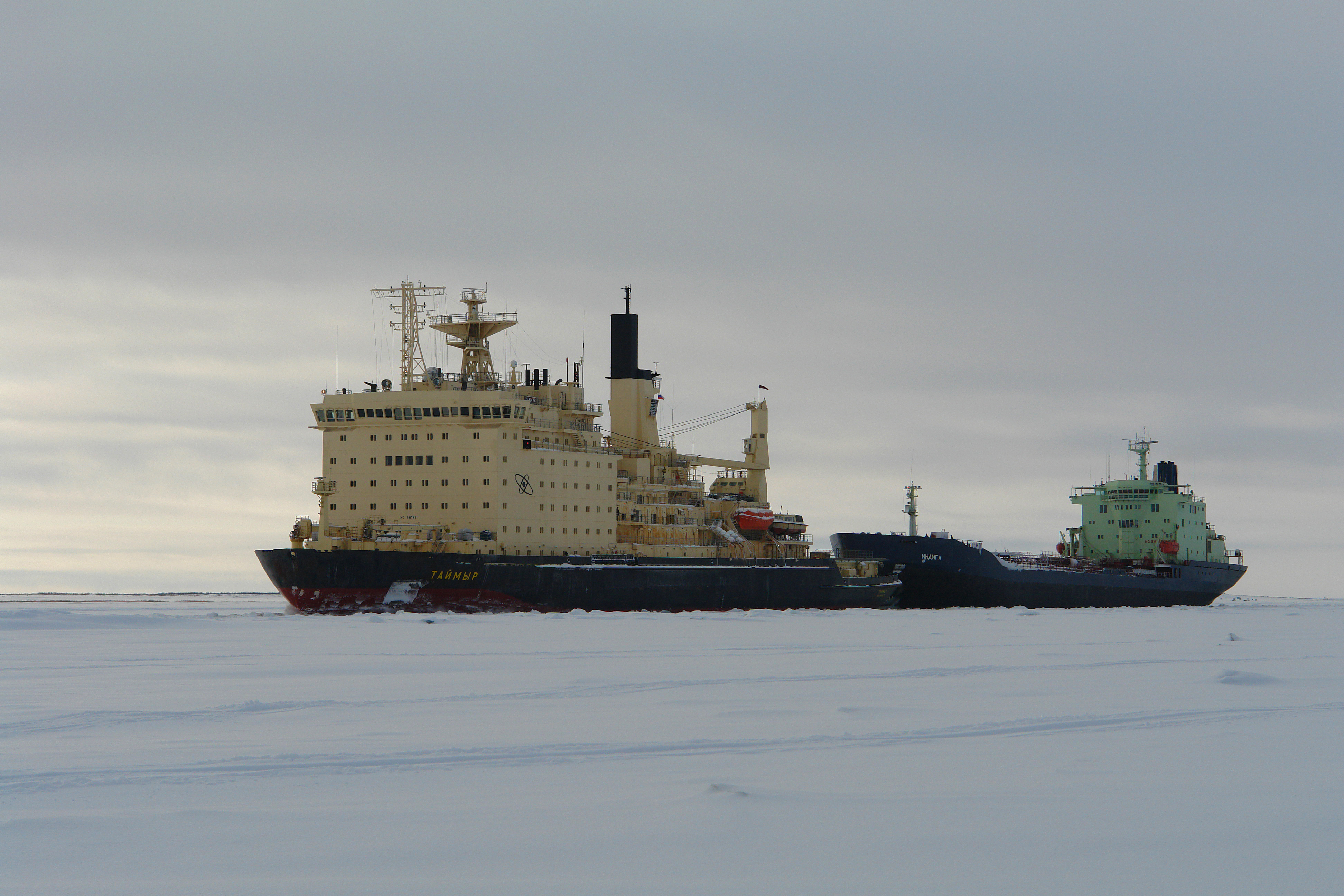
Le Taïmyr escortant le pétrolier Indiga près du port de Doudinka.

Bien que le Taïmyr soit légèrement plus petit que les brise-glaces nucléaires de classe Arktika, avec une longueur totale de près de 150 mètres et une largeur de 28 mètres, il reste parmi les plus grands brise-glaces polaires jamais construits. Avec un tirant d’eau maximal de 9 mètres, le Taïmyr a un déplacement de 21000 tonnes. Cependant, il peut également fonctionner à un tirant d’eau réduit de seulement 7,5 mètres,.
Le Taïmyr a une coque de brise-glace traditionnelle avec une étrave très inclinée et des côtés inclinés pour réduire la pression de la glace dans les champs de glace compressifs et améliorer la manœuvrabilité. L’acier spécial résistant au froid utilisé dans la coque a été livré par l’Union soviétique. Bien que conçue pour un équipage d’un peu plus de 100 personnes, la grande superstructure du Taïmyr contient des logements et des installations pour 138 personnes. En plus des mess et autres locaux de vie, il y a un grand auditorium qui sert également de salle de loisirs et un jardin d'hiver qui peut être utilisé pour fournir des légumes frais à l’équipage pendant la nuit polaire. À l’arrière, il y a un héliport et un hangar pour un seul hélicoptère Kamov Ka-32. En tant que brise-glace d’escorte, le Taïmyr est équipé d’un treuil de remorquage standard et d’une encoche arrière pour le remorquage rapproché dans des conditions difficiles.
Le Taïmyr est classé par le Registre maritime russe de la navigation dans la classe de glace LL2, ce qui signifie qu’il est destiné aux opérations de déglaçage sur les routes côtières de l’Arctique dans une glace plane allant jusqu’à 2 mètres d’épaisseur en hiver et au printemps. Le faible tirant d’eau du brise-glace lui permet d’opérer dans les rivières, les estuaires et d’autres endroits où l’eau n’est pas assez profonde pour les plus gros brise-glaces de classe Arktika et où les conditions sont si difficiles que le ravitaillement en carburant des brise-glaces à moteur Diesel serait difficile, voire impossible.
Lors de la conception des brise-glaces de la classe Taïmyr, des efforts considérables ont été déployés pour améliorer la sécurité de ces navires à propulsion nucléaire. Les navires ont été conçus pour être exploités dans des zones où il pouvait n’y avoir que 80 centimètres d’eau sous la quille, soit moins que l’épaisseur de la banquise que le brise-glace cassait. Les scénarios utilisés pour le dimensionnement structurel du compartiment du réacteur et le blindage comprenaient un cargo arctique de type SA-15 de 25 000 tonnes heurtant le brise-glace en plein milieu du navire à 7 nœuds (13 km/h). De plus, tous les systèmes critiques sont dupliqués pour améliorer la fiabilité et permettre au navire de maintenir la majeure partie de sa capacité opérationnelle après une collision.

## Propulsion
Le Taïmyr est alimenté par un seul réacteur à fission nucléaire KLT-40M situé au milieu du navire avec une puissance de 171 MW. La centrale nucléaire à bord du brise-glace produit de la vapeur surchauffée, qui est utilisée pour produire de l’électricité pour les moteurs de propulsion et d’autres équipements à bord, ainsi que de la chaleur pour maintenir la capacité opérationnelle du navire jusqu’à -50 °C. Le Taïmyr dispose de deux turbogénérateurs principaux à l’arrière du compartiment du réacteur, composés de turbines à vapeur de fabrication soviétique couplées à des générateurs électriques Siemens, produisant chacun 18400 kW d’électricité à 3 000 tr/min pour les moteurs de propulsion. De plus, le navire dispose de deux turbogénérateurs auxiliaires, fabriqués en Union soviétique, qui produisent 2000 kW d’énergie électrique pour les équipements à bord.
Le Taïmyr dispose d’un groupe motopropulseur nucléaire-turbo-électrique, dans lequel la vapeur produite par le réacteur nucléaire est d’abord convertie en électricité, qui à son tour fait tourner les moteurs de propulsion couplés aux hélices. Le navire dispose de trois arbres d'hélice avec des moteurs à courant alternatif Strömberg de 12000 kW (16000 ch) contrôlés par des cycloconvertisseurs. Les moteurs de propulsion sont couplés directement à des hélices quadripales à pas fixe tournant à 180 tr/min. Le navire peut maintenir une vitesse de 18,5 nœuds (34,3 km/h) en eau libre et de 3 nœuds (5,6 km/h) dans une glace de 2,2 mètres d’épaisseur.
Si l’énergie nucléaire ne peut pas être utilisée, l’électricité peut également être produite par trois moteurs Diesel à vitesse moyenne Wärtsilä 16V22 de 16 cylindres couplés à des alternateurs Strömberg de 3200 kVA. Deux des trois groupes électrogènes, situés en avant du compartiment du réacteur, sous la superstructure, peuvent être utilisés pour fournir environ 4 MW de puissance aux moteurs de propulsion tandis que le troisième prend en charge la charge auxiliaire. En cas d’urgence, le Taïmyr dispose également de deux générateurs Diesel de secours de 200 kW d’origine soviétique.
Le Taïmyr et son navire jumeau le Vaïgatch sont parmi les derniers brise-glaces équipés du système Wärtsilä Air Bubbling System (WABS). Lorsque l’air sous pression s’échappe des buses situées sous la ligne de flottaison, il lubrifie la coque et, en réduisant la friction entre l’acier et la glace, améliore la capacité du navire à naviguer dans des conditions de glace difficiles, telles que les crêtes de pression, et réduit le risque de rester coincé dans la glace.

## Rejet de radioactivité
Au printemps 2011, un léger dégagement de radioactivité a été détecté dans le système de ventilation du réacteur du navire. C’était la deuxième fuite de ce type à bord du navire. Le Taïmyr retourna à Mourmansk sous propulsion Diesel pour réparations. À ce moment-là, 6000 litres de liquide de refroidissement s’étaient échappés de son réacteur nucléaire.